# Centralny Fundusz Dewizowy
Centralny Fundusz Dewizowy – rządowy fundusz celowy istniejący w latach 1986–1989, powołany w celu gromadzenia i przeznaczania środków dewizowych na finansowanie importu związanego z rozwojem nauki i techniki.

## Historia
Na podstawie rozporządzenie Rady Ministrów z 1986 r. w sprawie szczegółowych zasad tworzenia oraz gospodarowania środkami centralnych funduszów na rozwój nauki i techniki ustanowiono Centralny Fundusz Dewizowy. Rozporządzenie Rady Ministrów pozostawało w związku z ustawą z 1985 r. o centralnych funduszach rozwoju nauki i techniki. Dysponentem funduszu był Minister-Kierownik Urzędu Postępu Naukowo-Technicznego i Wdrożeń. Na podstawie ustawy z 1989 r. o Centralnym Funduszu Rozwoju Nauki i Techniki zlikwidowano fundusz.

## Działalność

### Dochody
Dochodami funduszu były:
- dotacje z budżetu centralnego,
- wpłaty przedsiębiorstw państwowych z funduszu postępu naukowo-technicznego,
- dodatkowe wpłaty przedsiębiorstw państwowych, tworzących fundusz postępu naukowo-technicznego, ustalane w określonym stosunku do wartości sprzedaży produkcji tych przedsiębiorstw,
- inne wpływ określone w odrębnych przepisach.

### Przeznaczenie funduszu
Środki funduszu przeznaczone były na dofinansowanie, w szczególnych wypadkach na całkowite finansowanie importu związanego z programami, zamówieniami rządowymi lub innymi ważnymi przedsięwzięciami w zakresie rozwoju nauki i techniki w trybie ogólnie obowiązującym.
Minister-Kierownik Urzędu Postępu Naukowo-Technicznego i Wdrożeń zobowiązany był do:
- sporządzania projektów rocznych wydatków dewizowych i przedstawiał je do zatwierdzenia przez Prezydium Komitetu do Spraw Nauk i Postępu Technicznego przy Radzie Ministrów,
- upoważnia do wykorzystywania środków dewizowych w określonej wysokości organy nadzorujące, generalnych wykonawców lub inne jednostki realizujące zadania, w ramach kwot zatwierdzonych przez Prezydium Komitetu do Spraw Nauk i Postępu Technicznego przy Radzie Ministrów,
- sporządza roczne informacje z gospodarki funduszem i przedstawia je Prezydium Komitetu do Spraw Nauk i Postępu Technicznego przy Radzie Ministrów.

Komitet do Spraw Nauk i Postępu Technicznego przy Radzie Ministrów na podstawie informacji przedstawionej przez Prezydium Komitetu dokonuje oceny wykorzystania środków funduszu wraz z ocena wyników realizacji programów, zamówień rządowych i innych przedsięwzięć z zakresu rozwoju nauki i techniki. 